# William Hyde Wollaston

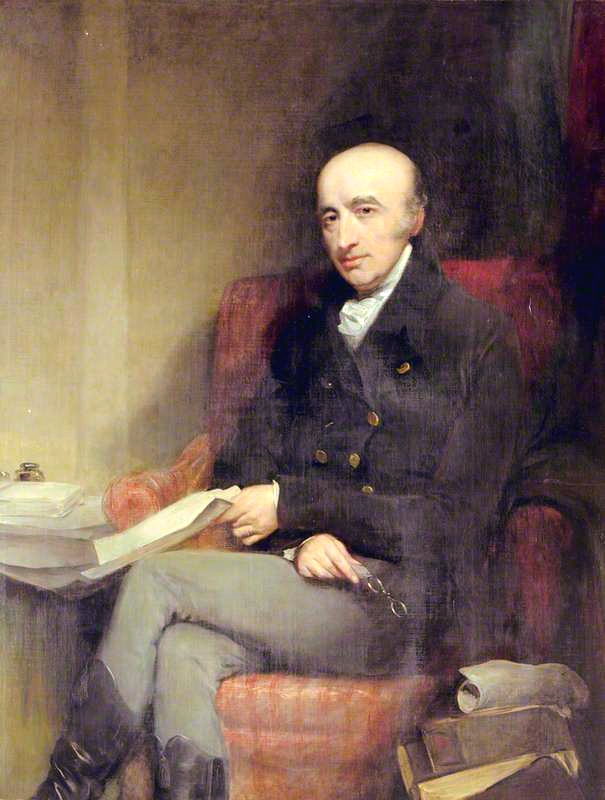
William Hyde Wollaston

William Hyde Wollaston (* 6. August 1766 in East Dereham (Norfolk, England); † 22. Dezember 1828 in London) war ein englischer Arzt, Physiker und Chemiker, der die chemischen Elemente Palladium und Rhodium entdeckte.

## Leben und Wirken
1793 erlangte er an der University of Cambridge den Doktor der Medizin. Während seines Studiums wurde sein Interesse an der Chemie, Kristallographie und an der Physik geweckt. Nachdem er bis 1800 als Arzt praktiziert hatte, gab er die Medizin auf und widmete sich diesen Gebieten.
1802 fand er im Spektrum der Sonne sieben dunkle Linien. Unabhängig von Joseph von Fraunhofer entdeckte er damit die Absorptionslinien. Joseph von Fraunhofer gelang das erst 1813. Da Fraunhofer diese Entdeckung für seine Messungen an optischen Gläsern nutzte und damit publik machte, werden die Absorptionslinien im Sonnenspektrum auch Fraunhofersche Linien genannt.
Ebenfalls 1802 entwickelte er ein Refraktometer, das die Totalreflexion ausnutzt, um den Brechungsindex einer Probe zu bestimmen.
Er entwickelte ein Verfahren zur Verarbeitung von Platinerzen und entdeckte dabei 1803 zwei bis dahin unbekannte chemische Elemente, Palladium und Rhodium. 1807 entwickelte Wollaston eine Zeichenkamera mit Prisma, die Camera lucida. 1810 entdeckte er das Cystin. 1817 entwickelte er ein Winkelmessgerät, den Dipsektor. Ferner entwickelte er 1820 das sogenannte Wollaston-Prisma, das aus zwei zusammengesetzten Prismen besteht. Weiter ist der Wollaston-Draht, ein sehr feiner Draht aus Platin, nach ihm benannt.

## Ehrungen
1793 wurde er zum Mitglied der Royal Society gewählt; von 1804 bis 1816 war er deren Sekretär. Die Royal Society zeichnete ihn 1802 mit der Copley-Medaille, 1828 mit der Royal Medal aus. Seit 1820 war er auswärtiges Mitglied der Bayerischen Akademie der Wissenschaften. 1822 wurde er in die American Academy of Arts and Sciences gewählt. 1816 wurde er korrespondierendes und 1823 auswärtiges Mitglied der Académie des sciences. 1824 wurde er Ehrenmitglied (Honorary Fellow) der Royal Society of Edinburgh.
Das Mineral Wollastonit, der See Wollaston Lake sowie die Wollaston-Inseln sind nach ihm benannt, außerdem auch der Mondkrater Wollaston.
Die Wollaston-Medaille wird jährlich von der Geological Society of London für besondere Leistungen im Bereich der Geologie verliehen.

## Schriften (Auswahl)
- On a New Metal, found in crude Platina. In: Philosophical Transactions of the Royal Society. Band 94, 1804, S. 419–430 (doi:10.1098/rstl.1804.0019, Volltext).
- On the Discovery of Palladium; with Observations on other Substances found with Platina. In: Philosophical Transactions of the Royal Society. Band 95, 1805, S. 316–330 (doi:10.1098/rstl.1805.0024, Volltext).